# 鳥図明児
鳥図 明児（とと あける、1958年1月9日 - ）は、日本の漫画家。富山県出身、やぎ座、A型。女性。代表作に『虹神殿』、『水蓮運河』など。本名はペレイラ昭栄。

## 来歴
子供時代は家の庭や近くの山々で双子の妹と2人で遊んでいた。おもちゃなどは全く与えられず、望みもしなかった。花を摘んでは祖母に叱られ、山で行方不明になっては両親を心配させる子供時代だったという。
高校の時、月刊少女漫画誌を購入して読むようになり、『別冊少女コミック』で萩尾望都の「ポーの一族」シリーズの「ペニー・レイン」を見つけ、パニック状態になったのが、最初の強烈な漫画体験であったという。漫画を描き始めたのは、奈良女子大学2回生の時に、新書館刊行の「あなたのファンタジィ2・デリカシィ・ココア・タイム　フォアレディース101」（萩尾望都・寺山修司編）に投稿し、「鏡に朝がやってきたとき」が掲載されたのがきっかけ。1980年、「銀想世界で」（『奇想天外』11月号）でデビュー。主に新書館『grape fruit』で作品を発表した。
1987年、インドのゴア出身の夫と結婚。翌年2月、長男を出産。1996年、夫妻で漫画つきの英会話本「英会話趣味レーション」を出版した。
双子の妹も「象田透児」（しょうだ とおる）という名前の漫画家で、姉のアシスタントをしていた。

## 人物
ペンネームの由来は、母方の祖父を「ととじいちゃん」と呼んでいたことから。姓名ともに、バランスの良い字をあてたとのこと。
絵を描くということは、表現、あるいは高貴なるものの直観であると述べている。好きな画家や絵はオディロン・ルドンやテオドール・ルソー、エドマンド・デュラックの色使い、横山大観の「生々流転」など。作品を描く際に使用する資料は、写真集など視覚的情報に溢れた本を手当たり次第に無目的に眺めており、一方で、神話の資料をあさったり調べたりというのは苦手。奈良に住んでいたので仏像は好きである。異形の生物のイメージは右脳から生じるものらしい。たいていの植物は好きであり、暗い森の中も光の野辺も緑のある部屋もお気に入りである。
数学に関心があり、日常生活で数字を使っているところが興味深いという。佐藤史生の語るところによると、手紙の中にも数式が書いてあり、ノーマン・ケーガンのSF小説のようだったという。さらに彼女の言によると、喫茶店でしゃべっている最中でも常に鉛筆が動いており、同様のエネルギーを感じたのは萩尾望都以来だという。
宇宙人は存在すると信じており、会ってみたいとも。人間は自然の理に従って生じ、滅する生命体であると主張しており、星占いなどはあまり信じたくはないが、星と地球上の人間とは全く無関係ではない、と思っている。

## 主な作品

### 長篇
- 虹神殿（1981年 - 1984年）新書館、全3巻。のち1巻本も発行される。
  - サーナンの思考方式について - 上記作品単行本に描き下ろされた、1ページイラストおよびポエム。
  - ハーシ家の夕食　上記作品単行本の描き下ろし番外編。
- 水蓮運河 （1984 - 1989年）新書館、全4巻。
  - 水蓮王国の王子たち - 上記作品の序章にして読み切り作品。

### 読み切り
- 銀想世界で
- 夢庭園
- 星の群れ草の群れ
- 獣たちの影
- 銀波流夜
- 銀の爪はさみしく
- 冬の終り
- 鳥と月
- The Brilliant Trees
- 惑星ウニの美男美女
- とってもととくん - エッセイ漫画
- デーヴァパーラ王子の象
- 馬の王子と象の王子
- 花咲くマーリカー
- ママは漫画家

### 単行本（長篇以外）
- 夢庭園（1981年）　奇想天外社

「夢庭園」・「銀想世界で」・「星の群れ草の群れ」・「獣たちの影」「銀波流夜（ぎんぱるや）」収録。あとがき：佐藤史生
- 光を見る男　（1987年）　白泉社

「光を見る男」・「毒草原」・「光の河を下る」・「惑星ウニの美男美女」・「宇宙空港へ向かって走れ」の5編収録。主人公リリギのシリーズもの。
- 銀の爪はさみしく（1988年）　白泉社

「銀の爪はさみしく」・「空色の高貴」・「石花（ストーン・フラワー）の庭」・「星のスーツ」・「鳥と月」の5編収録。
- 黒のオリエン（1989年）白泉社

「守護樹」・「月の絵本」・「冬の終わり」・「コンドルの朝」・「黒のオリエン」収録。
- アフリカ遊び（1988年）　東京三世社

「海星（ヒトデ）」・「アフリカ遊び」・「窓遊び」・「人形遊び」・「草遊び」・「風冠」・「リフレッシュ」収録。
- 馬の王子と象の王子（1992年）角川書店

「デーヴァパーラ王子の象」・「馬の王子と象の王子」・「花咲くマーリカー」の3話収録。シリーズもの。
- 吉祥花人（ラクシュミー）（1987年）白泉社（参加単行本）

### 合作
- ソーダー水の鳥（山田章博との合作、1983年、Grape　Fruit誌に掲載）
- 米会話シミュレーションゲーム(全3巻、1996年-1998年）－ ジョン・ペレイラ（夫）との共著